# Foot Ball Club Spezia 1906 1973-1974
Questa voce raccoglie le informazioni riguardanti il Foot Ball Club Spezia 1906 nelle competizioni ufficiali della stagione 1973-1974.

## Stagione
Nella stagione 1973-1974 lo Spezia disputa il girone B del campionato di Serie C, ottiene l'undicesimo posto con 38 punti, sale in Serie B la Sambenedettese che raccoglie 54 punti. Retrocedono in Serie D il Viareggio con 32 punti, l'Olbia con 31 punti ed il Prato con 20 punti.
A La Spezia si chiude dopo un biennio la parentesi di Gianni Corelli, ed il presidente Alfeo Mordenti affida le sorti tecniche degli aquilotti a Giuseppe Corradi, ma è costretto a vendere i pezzi pregiati della rosa, e così se ne vanno Vito Callioni e Simone Boldini, ceduti nelle categorie superiori, il verdetto finale di questa stagione è ancora un tranquillo posto di metà classifica, lontano 16 punti dalla Sambenedettese che domina il girone B. In Coppa Italia di Serie C lo Spezia è inserito nel 7º girone eliminatorio, ma il percorso dei bianconeri è breve, infatti si piazza terzo nel gironcino a tre squadre, alle spalle del Modena che passa il turno e del Carpi.

## Rosa
| N. |                   | Ruolo | Calciatore         |
| -- | ----------------- | ----- | ------------------ |
|    | Italia (bandiera) | A     | Daniele Agostini   |
|    | Italia (bandiera) | D     | Giuseppe Bianchi   |
|    | Italia (bandiera) | A     | Marco Biloni       |
|    | Italia (bandiera) | C     | Giampaolo Bonanni  |
|    | Italia (bandiera) | P     | Roberto Brustenga  |
|    | Italia (bandiera) | C     | Angelo Caocci      |
|    | Italia (bandiera) | D     | Ezio Cattaneo      |
|    | Italia (bandiera) | P     | Giampaolo Chierico |
|    | Italia (bandiera) | C     | Carlo Cintoi       |
|    | Italia (bandiera) | D     | Furio Finetti      |

| N. |                   | Ruolo | Calciatore          |
| -- | ----------------- | ----- | ------------------- |
|    | Italia (bandiera) | D     | Emer Franceschi     |
|    | Italia (bandiera) | A     | Emilio Frigerio     |
|    | Italia (bandiera) | C     | Giorgio Giulietti   |
|    | Italia (bandiera) | C     | Graziano Gori       |
|    | Italia (bandiera) | C     | Mario Morosini      |
|    | Italia (bandiera) | D     | Osvaldo Motto       |
|    | Italia (bandiera) | A     | Alfredo Poletto     |
|    | Italia (bandiera) | A     | Claudio Ricciarelli |
|    | Italia (bandiera) | C     | Angelo Seghezza     |
|    | Italia (bandiera) | D     | Marco Zignego       |

## Risultati

### Serie C girone B

#### Girone di andata
| Arbitro: | Sancini (Bologna) |

|  |           |                   |
|  | Marcatori | 73’ (rig.) Caocci |

| Arbitro: | R. Lo Bello (Siracusa) |

|            |           |                |
| Biloni 11’ | Marcatori | 36’ Bacchilega |

| Arbitro: | Ambrosio (Napoli) |

|                 |           |  |
| Agostinelli 87’ | Marcatori |  |

| La Spezia 7 ottobre 1973 4ª giornata | Spezia            | 0 – 0 | Giulianova | Stadio Alberto Picco\| Arbitro: \| Andreoli (Padova) \| |
| Arbitro:                             | Andreoli (Padova) |       |            |                                                         |

| Arbitro: | Lops (Torino) |

|              |           |              |
| Pagliacci 2’ | Marcatori | 25’ Agostini |

| Arbitro: | Iseppi (San Donà di Piave) |

|               |           |  |
| Novellino 47’ | Marcatori |  |

| Arbitro: | Agate (Torino) |

|            |           |             |
| Biloni 50’ | Marcatori | 25’ Beccati |

| Arbitro: | Zanchetta (Treviso) |

|              |           |  |
| Agostini 84’ | Marcatori |  |

| Arbitro: | Lanzetti (Viterbo) |

|                 |           |  |
| F. Ferrario 66’ | Marcatori |  |

| Arbitro: | Frasso (Capua) |

|            |           |  |
| Biloni 49’ | Marcatori |  |

| Arbitro: | Rizza (Siracusa) |

|           |           |  |
| Piras 34’ | Marcatori |  |

| Arbitro: | Bei (Roma) |

|                               |           |  |
| Bruni 34’ (aut.) Frigerio 81’ | Marcatori |  |

| Arbitro: | Scolari (Verona) |

|                        |           |            |
| Chimenti 39’, 47’, 58’ | Marcatori | 42’ Biloni |

| Arbitro: | Tempio (Catania) |

|                 |           |  |
| Biloni 80’, 89’ | Marcatori |  |

| Arbitro: | Zacchetti (Milano) |

|  |           |                   |
|  | Marcatori | 40’ (rig.) Caocci |

| Arbitro: | D'Astore (Lecce) |

|              |           |            |
| Agostini 62’ | Marcatori | 64’ Barone |

| Livorno 13 gennaio 1974 17ª giornata | Livorno          | 0 – 0 | Spezia | Stadio Comunale\| Arbitro: \| Fuschi (Pescara) \| |
| Arbitro:                             | Fuschi (Pescara) |       |        |                                                   |

| Arbitro: | Prestigiovanni (Trapani) |

|                                                         |           |              |
| Nicoloso 8’ (aut.) Agostini 20’ Caocci 24’ Seghezza 79’ | Marcatori | 40’ Bosdaves |

| Arbitro: | Terpin (Trieste) |

|                          |           |                         |
| Zanotti 17’ Di Prete 56’ | Marcatori | 20’ Seghezza 24’ Biloni |

#### Girone di ritorno
| Arbitro: | Benedetti (Roma) |

|                                |           |               |
| Frigerio 20’ Caocci 70’ (rig.) | Marcatori | 27’ Giannotti |

| Ravenna 10 febbraio 1974 21ª giornata | Ravenna        | 0 – 0 | Spezia | Stadio Bruno Benelli\| Arbitro: \| Fiumara (Roma) \| |
| Arbitro:                              | Fiumara (Roma) |       |        |                                                      |

| Arbitro: | Zanchetta (Treviso) |

|             |           |                     |
| G. Gori 68’ | Marcatori | 41’, 54’ G. Asnicar |

| Giulianova 24 febbraio 1974 23ª giornata | Giulianova                  | 0 – 0 | Spezia | Stadio Rubens Fadini\| Arbitro: \| Artico (Bassano del Grappa) \| |
| Arbitro:                                 | Artico (Bassano del Grappa) |       |        |                                                                   |

| La Spezia 3 marzo 1974 24ª giornata | Spezia         | 0 – 0 | Modena | Stadio Alberto Picco\| Arbitro: \| Agate (Torino) \| |
| Arbitro:                            | Agate (Torino) |       |        |                                                      |

| La Spezia 17 marzo 1974 25ª giornata | Spezia           | 0 – 0 | Cremonese | Stadio Alberto Picco\| Arbitro: \| Bronzino (Monza) \| |
| Arbitro:                             | Bronzino (Monza) |       |           |                                                        |

| Arbitro: | Selicorni (Novara) |

|                       |           |             |
| Petta 53’ Beccati 79’ | Marcatori | 75’ G. Gori |

| Arbitro: | Bei (Roma) |

|            |           |  |
| Marinu 32’ | Marcatori |  |

| Arbitro: | Busalacchi (Palermo) |

|              |           |  |
| Frigerio 30’ | Marcatori |  |

| Arbitro: | Milan (Treviso) |

|             |           |  |
| Cerilli 23’ | Marcatori |  |

| Arbitro: | Gazzari (Macerata) |

|              |           |              |
| Agostini 80’ | Marcatori | 71’ Galletti |

| Arbitro: | Prato (Lecce) |

|              |           |  |
| Trevisan 24’ | Marcatori |  |

| Arbitro: | Terpin (Trieste) |

|              |           |              |
| Seghezza 72’ | Marcatori | 29’ Basilico |

| Arbitro: | Chiri (Mantova) |

|                    |           |  |
| D. Neri 86’ (rig.) | Marcatori |  |

| Arbitro: | Lops (Torino) |

|                   |           |                |
| Caocci 66’ (rig.) | Marcatori | 81’ Pittofrati |

| Arbitro: | Iseppi (San Donà di Piave) |

|                |           |             |
| Montenegro 19’ | Marcatori | 39’ G. Gori |

| Arbitro: | Tonolini (Milano) |

|                                |           |  |
| Caocci 21’ (rig.) Agostini 70’ | Marcatori |  |

| Arbitro: | Selicorni (Novara) |

|  |           |                                       |
|  | Marcatori | 38’, 89’ Frigerio 73’ (aut.) Nicoloso |

| La Spezia 16 giugno 1974 38ª giornata | Spezia            | 0 – 0 | Grosseto | Stadio Alberto Picco\| Arbitro: \| Bitocchi (Tivoli) \| |
| Arbitro:                              | Bitocchi (Tivoli) |       |          |                                                         |